# Penrod 70
La Penrod 70 es una plataforma petrolífera semisumergible construida en 1973 por Hijos de J. Barreras para Penrod Drilling. El diseño autoría de Harry Reinecke consta de dos pontones paralelos, cada uno con tres columnas y la plataforma de trabajo en la parte superior.
Se construyeron cinco plataformas de este diseño. Fueron las primeras de tipo semisumergible con solo tubos horizontales (tirantes) entre los pontones y sin diagonales. Sin embargo, debido a que el diseño de estas conexiones no estaba lo suficientemente elaborado, aparecieron grietas en algunas plataformas, por lo que se le añadió adicionalmente arriostramientos diagonales, o fueron trasladadas a lugares con un clima más suave.
La plataforma fue adquirida en 1991 por Wilrig, del grupo marítimo multinacional noruego Wilh Wilhelmsen, posteriormente fue renombrada como Treasure 70.

## Penrod 70-serie

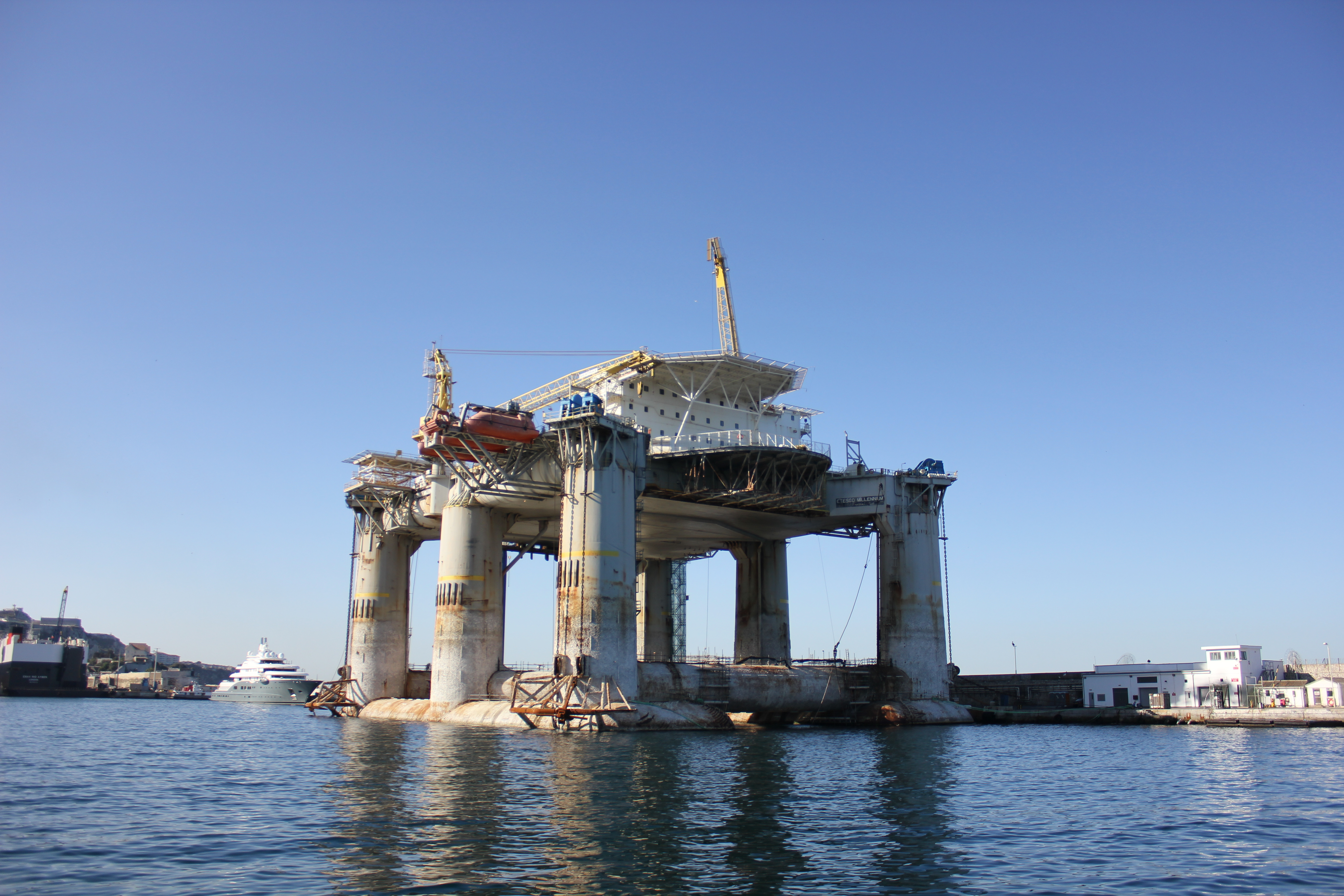
Plataforma Penrod 75, de diseño idéntico a la Penrod 70.

| Nombre    | Astillero                        | Entrega            | Número IMO |
| --------- | -------------------------------- | ------------------ | ---------- |
| Penrod 70 | Hijos de J. Barreras             | noviembre de 1973  | 8753641    |
| Penrod 71 | Marathon LeTourneau              | febrero de 1975    | 8753653    |
| Penrod 72 | Marathon LeTourneau              | septiembre de 1975 | 8753665    |
| Penrod 74 | Far East Levingston Shipbuilding | 1974               |            |
| Penrod 75 | Marathon LeTourneau              | agosto de 1976     | 8753691    |